# Günther Wiesemann

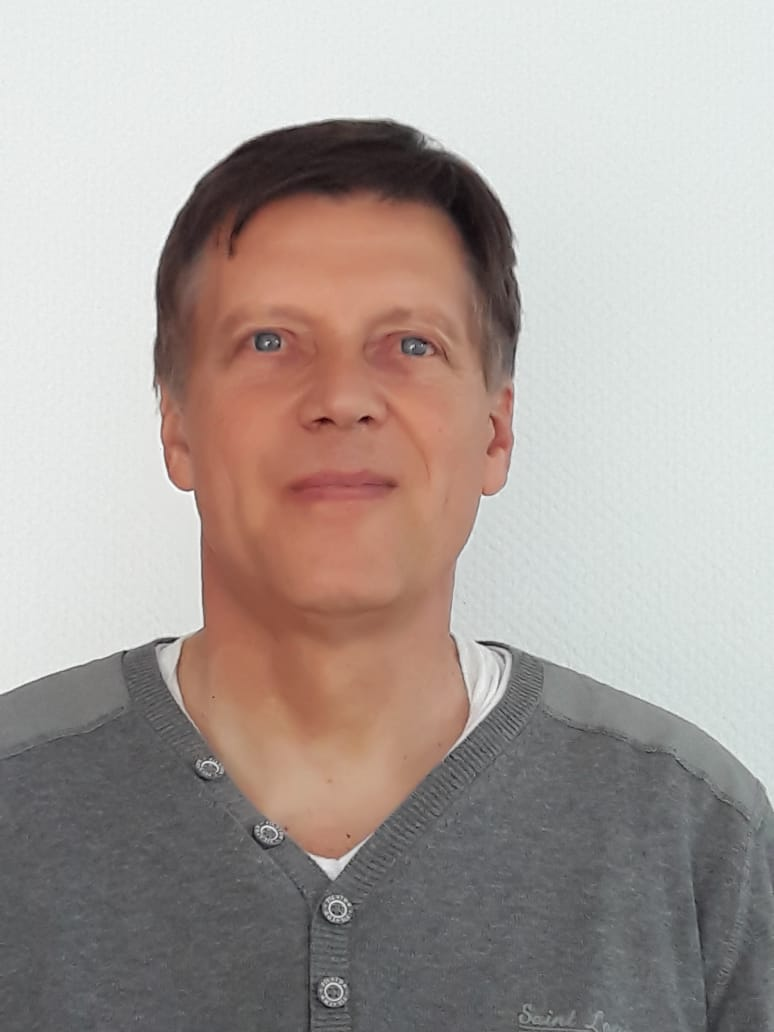
Günther Wiesemann

Günther Wiesemann (* 12. Oktober 1956 in Hattingen) ist ein deutscher Komponist, Pianist, Organist und Perkussionist.

## Leben und Wirken
Günther Wiesemann schlug zuerst den Weg als Jazzpianist ein. Inspiriert von der Zusammenarbeit mit Schriftstellern wie Erich Fried und Max von der Grün kehrte er Anfang der 1980er Jahre zurück zu seiner Leidenschaft für zeitgenössische Musik und Textvertonungen und studierte Komposition bei  Jürg Baur in Köln.
Ab 1981 legte er erste Kammermusikwerke vor. 1987 erhielt Wiesemann den Auftrag für die Oper Brot und Spiele, eine Art Neuzeitparabel von Max von der Grün. 1990 nahm Wiesemann für fünf Jahre einen Lehrauftrag für Neue Musik an der Gerhard-Mercator-Universität Duisburg an. Im selben Jahr wurde er gebeten, die Sparte für klinische Musiktherapie im Klinikum Velbert/Heiligenhaus aufzubauen. Seit 1989 geht Wiesemann einer intensiven Konzerttätigkeit als Pianist, Organist und Perkussionist mit eigenen Ensembles nach. Er engagiert sich hier vor allem bei Kammer- und Kirchenkonzerten.
Wiesemanns Werkverzeichnis umfasst derzeit etwa 600 Werke aller Genres der zeitgenössischen Musik. Seine Musiksprache weist neben den typischen zeitgenössischen Merkmalen eine Konzentration auf vereinzelte Brückenschläge zu historischen Musikstilen auf.

## Ausgewählte Werke bis 2017

### Orchestrale Werke
- alimenti di vita (schumannbezogenes Orchesterwerk) (1994)
- Dritte Symphonie (1997)

### Musikdramatische Werke
- Courage (III) für Sopran und Orchester (1992) (auf Texte von Oskar Ansull, Erich Fried, Bertolt Brecht und Ingeborg Bachmann)
- oggi stesso, Requiem für Sopran, Bariton, zwei Sprecher, Chor, Solovioline, Tonband und Orchester (auf ein Libretto von Christoph Klimke und ein Gedicht von Hellmut Lemmer) (Auftragswerk der Konzertgesellschaft Schwerte und der Stiftung Kunst und Kultur des Landes NRW, 1994/97)

### Bühnenwerke
- Brot und Spiele, Oper in zwei Akten nach einem Libretto von Max von der Grün (1987–91), Erstfassung Opernhaus Dortmund 1989, Zweitfassung als Auftragswerk der Brucknerfestspiele, Linz 1991

### Kammermusik
- Sechs Umspielungen und Umtriebe für Flötentrio (1986/93)
- permutations and circulations für Blechbläserdezett (1986/92/93)
- Ausklang – inwendig Einklang, 2. Streichquartett (1993)
- mascara de suenos, 4. Streichtrio (1994)
- Inner circle II, für Violine, Klavier oder Orgel und Schlagwerk (2000/2008)
- red madder, 5. Streichquartett (2003)
- Rückenwind, integratio für Violine oder Viola, Klavier und Schlaginstrumente (2008)
- la rotonda, Kehrtrichtung für Viola, Klavier oder Orgel und Schlaginstrumente (2012)
- Gen Westen – Westwind  für Violine, Viola, Flöte, Klavier und Schlagwerk (2023) (Uraufführung beim Euroclassic Festival)

### Musik für den Kirchenraum
- caelis aeternis für Violine (Viola), Orgel, Sprecher und kleine Schlaginstrumente u. a. zum Choral „O Welt, sieh hier dein Leben“ mit eigenem Text mit Bezug auf den Choral (2005/2006)
- Xenia für Viola, Orgel, Triangel, Vibraton und Gong (2010)
- Um Frieden, um Gnade, und für Violine, Orgel, Sprecher, Gong, Triangel und Klangschalen (2012/13) (auf einen Text des Komponisten)
- in luce aeterna für Violine, Orgel und Schlagwerk (2014)
- Die tägliche Neuheit des Himmels für Viola, Orgel, Triangel, Becken und Röhrenglocken (uraufgeführt 2016 im Altenberger Dom)
- Sei und Sehnsucht für Flöte, Violine, Orgel und sound cup

## Veröffentlichungen
- CD Philharmonic Brass, telos records, Solingen, 1995
- CD Florestan Quartett, kreuzberg records, Berlin, 1998
- CD Gaudeamus Quartett Brasov, Entercom Saurus Records, 2006

## Auszeichnungen
- 1985: Preisträger der Dramatiker-Union Berlin als Stipendiat der Steinbrennerstiftung (Juryvorsitz Wolfgang Fortner und Aribert Reimann)
- 1991: 1. Preis beim Klavierkompositionswettbewerb Bonn/Leipzig (Ostdeutscher Kulturrat)

## Weblink
- Homepage von Günther Wiesemann